# 군산옥산신호장
군산옥산신호장(Gunsanoksan Signal Box, 群山玉山信號場)은 전북특별자치도 군산시 옥산면 옥산리에 위치한 군산항선과 옥구선의 신호장이다. 옥구선이 분기하는 곳이다.

## 역사
- 2020년 11월 24일 : 철도거리표 고시[1]
- 2020년 12월 10일 : 개통[2]